# Aeropuerto Internacional de Herrera
El Aeropuerto Internacional de Herrera (IATA: HEX, OACI: MDHE) fue un aeropuerto en Santo Domingo en República Dominicana construido en 1973 como terminal doméstica y posteriormente declarado como aeropuerto internacional en 1998. En el año 1999, el gobierno adquirió terrenos para construir el Aeropuerto Internacional La Isabela y posteriormente, en 2006, se clausuraron sus operaciones de manera definitiva. Parte de los terrenos fueron cedidos a modo de pago a los contratistas constructores de la Autopista Duarte.

## Historia
El 10 de julio de 1999, el gobierno del entonces presidente Leonel Fernández ordenó declarar de utilidad pública una porción de terreno de 2 millones y 600 000 m² (metros cuadrados) para construir el Aeropuerto Internacional La Isabela y trasladar las operaciones del Aeropuerto de Herrera. Este proyecto no se concluyó sino hasta febrero de 2006, cuando finalmente se clausuraron las operaciones, se trasladaron las oficinas de las líneas aéreas que funcionaban en esta terminal y se violentó la pista para evitar que se realizaran vuelos ilegales.